# 한국스노보드연맹
사단법인 한국 스노보드연맹(KOSF, Korea Snowboard Federation)은 스노보드의 저변 확대를 통한 수준 향상 및 국제 교류 등을 통한 건전한 스노보드 문화 활성화와 지역 사회 발전 등에 기여함을 목적으로 2014년 10월 24일에 설립된 대한민국 문화체육관광부 소관의 사단법인이다. 사단법인 한국 스노보드연맹(KOSF)은 설립해온 2014년부터 세계 스노보드연맹(WSF)의 대한민국 대표 회원 단체로 등록되어 기존의 대한민국 회원 단체인 사단법인 대한 스노우보드협회(KSBA, Korea Snowboard Association)의 모든 지위를 승계 받았다.

## 주요 사업
- 스노보드 대회 개최 및 주관
- 스노보드 대회/경기에 관한 자문
- 세계 스노보드연맹(WSF, World Snowboard Federation)의 Instructor Course를 기초로 한 교육 및 콘텐츠 개발
- 스노보드 보급을 위한 스노보드 캠프 개발 및 운영
- WSF(World Snowboard Federation) 공인 스노보드 자격 검정 시행
- 스노보드 선수의 관리 및 양성
- 스노보드 대회의 기록 관리 및 공인, 실적 발급
- 스노보드 대회 심판 등급에 관한 심사와 공인 및 국제 교류
- 세계 스노보드연맹(WSF)의 사업 참가 및 협력 등

## 세계 스노보드연맹(WSF, World Snowboard Federation)
세계 스노보드연맹(WSF, World Snowboard Federation)은 독일 뮌헨에서 ISF(International Snowboard Federation) 소속의 14개국 대표들이 2002년 8월 10일에 출범한 전 세계 스노보드 단체들의 연합 단체이다. 세계 스노보드연맹은 스포츠 발전이라는 공동의 목표를 가지고 전 세계적으로 협력하는 각 나라의 스노보드 단체들의 연결을 대표하고 있으며, 2019년 64개국에서 참여하고 있는 세계 최대 규모의 스노보드 단체이다.
- 세계스노보드연맹 홈페이지